# Правила флорбола
Правила игры во флорбол устанавливаются Международной федерацией флорбола. Изменения в правила вносятся каждые четыре года на основе многоступенчатой системы тестирования и согласования. Действующая редакция была утверждена в 2010 году.

## Основные положения
В игре принимают участие две команды. Целью является забить как можно больше голов в ворота соперников, не нарушив при этом правила игры. Встречи обычно проводятся в помещении на жёсткой и ровной поверхности.
Контролировать мяч допускается только клюшкой, имеющейся у всех полевых игроков. Ногой допускается останавливать мяч, но не наносить удары по воротам.

## Площадка

Размеченная площадка для игры во флорбол

Игра проходит на прямоугольной площадке размером 40×20 метров, закрытой бортиками. Углы у площадки закруглены. Согласно правилам Международной федерации флорбола (МФФ), допускается использование площадки чуть больших или чуть меньших размеров. Минимально допустимый размер — 36×18 метров, максимально допустимый — 44×22. Существует вариант игры на маленькой (24×14 метров) площадке с тремя полевыми игроками и вратарём.
Разметка на площадку наносится линиями шириной 4—5 см. Она должна содержать:
- Центральную линию, параллельную короткой стороне площадки и делящую её на две равные половины, с отмеченным центром поля.
- Штрафные площади прямоугольной формы размером 4×5 метров включая ширину линий, размеченные на расстоянии 2,85 метров от лицевых линий. Штрафные площади должны располагаться посередине площадки.
- Вратарские площади прямоугольной формы размером 1×2,5 метров включая ширину линий, размеченные на расстоянии 0,65 метров от задних линий соответствующих штрафных площадей.
- Задняя линия вратарской площади играет также роль линий соответствующих ворот. На ней должны быть отмечены места для вратарских стоек, расстояние между которыми должно быть 1,6 м.
- Точки вбрасывания на центральной линии и на воображаемом продолжении линии ворот на расстоянии 1,5 м от соответствующих длинных сторон площадки. Они должны иметь форму креста, а их диаметр не должен превышать 30 см.

Размер ворот составляет 1,60 на 1,15 метров. Ворота, применяемые на соревнованиях, проводимых под эгидой МФФ должны проходить специальную проверку и быть сертифицированы.
Непосредственно к площадке прилегают помеченные специальным образом по обе стороны борта зоны замен длиной 10 м. Они должны располагаться на расстоянии 5 м от центральной линии и помимо прочего должны включать в себя скамьи для запасных игроков. Глубина зон замен не должна превышать 3 метров. Скамьи должны быть предназначены для 19 игроков. Напротив зон замен располагаются места для секретариата и скамьи для удалённых игроков.

## Время матча
Матч содержит 3 периода по 20 минут с двумя 10-минутными перерывами между периодами. В некоторых случаях третий период не играется, а длина периода может быть сокращена до 15 минут. Время игры считается «чистым», то есть отсчёт времени останавливается во время остановок игры и запускается вновь после того, как игра возобновляется.
Во время матча каждая из команд имеет право взять один тайм-аут длительностью 30 секунд.
Если матч, в котором обязательно должен быть определён победитель, завершается вничью, назначается дополнительное время длительностью 10 минут. Перед дополнительным временем команды имеют право на 2-минутный перерыв без смены сторон. Если победителя не удаётся выявить и в дополнительное время, назначается серия штрафных бросков из пяти попыток с каждой стороны. Штрафные броски должны выполняться разными игроками. Если и после этого сохраняется ничейный результат те же пять игроков от каждой из команд продолжают совершать по очереди броски (не обязательно в той же очерёдности), пока не будет достигнут положительный результат для одной из команд.

## Участники игры
Каждой команде разрешается задействовать по 20 игроков. На площадке, однако, одновременно может присутствовать не более шести игроков одной команды, в том числе не более одного голкипера, надлежащим образом экипированного. По ходу игры допускается совершать неограниченное количество замен, проводимых без остановки игры. Все замены должны проводиться исключительно в зоне замен соответствующей команды.
Голкиперы помечаются в протоколе особым образом (обычно заглавной буквой G) и не имеет права принимать участие в матче в качестве полевых игроков с клюшками. Если все голкиперы команды были травмированы, она имеет право в течение трёх минут экипировать в качестве голкипера одного из полевых игроков (это время, однако, не может быть использовано для разминки игрока). Если голкипер полностью покидает в ходе матча вратарскую зону он рассматривается как обычный полевой игрок, но не имеющий клюшки.
Каждая команда должна иметь капитана, отмеченного в протоколе специальным образом (обычно заглавной буквой C). Замена капитана возможна только в случаях травмы или удаления до конца матча. Только капитан имеет право общаться с судьями, кроме того он обязан оказывать им помощь. Капитан обязан носить на руке специальную повязку.
Каждая команда имеет право заявить не более пяти сотрудников штаба. Не заявленные сотрудники не имеют права находиться в зоне замен. Сотрудники штаба не имеют права выходить на площадку без разрешения арбитров за исключением времени тайм-аута.
Матч обслуживается двумя арбитрами с равными правами. Они имеют право в любой момент остановить игру, если она не может быть продолжена с соблюдением правил. За ведение отчёта об игре, слежение за временем и функции диктора отвечает секретариат.

## Экипировка и инвентарь

### Форма
Все полевые игроки каждой из команд должны быть одеты в одинаковую форму, состоящую из футболки, шортов и гетр. Для женщин допускается замена шортов на юбки или платья (футболка и юбка как целое). Цвет формы может быть произвольным, но не серым. Если цвета встречающихся команд близки, то по требованию судей гостевая команда должна сменить форму. Гетры должны закрывать ногу до уровня колена и не должны отличаться по цветовой гамме от остальной одежды. Голкиперы должны быть одеты в свитеры и длинные брюки. На всех футболках должен стоять номер соответствующего игрока. Допускается нумерация игроков в диапазоне от 1 до 99. Все игроки должны быть обуты, в случае потери обуви во время матча разрешается продолжать игру без неё до следующей остановки. Не допускается одевать гетры поверх обуви.
В отличие от полевых игроков, голкиперам не разрешается использовать клюшку. Вратари должны быть экипированы маской, предохраняющей лицо от попадания мяча. Им также разрешено использовать прочее защитное оборудование, не закрывающее пространство ворот. В частности, разрешается использование шлемов и перчаток. Запрещается наносить на форму вещества способствующие увеличению или уменьшению трения с поверхностью площадки.
Игрокам запрещается иметь персональную экипировку, способную нанести травму другим игрокам. К такого рода экипировке относят: часы, серьги, защитные и медицинские средства и так далее. Опасность экипировки оценивают арбитры матча.
Судьи должны быть одеты в одинаковые футболки, чёрные шорты и чёрные гетры. Они должны быть экипированы пластмассовыми свистками средних размеров, измерительными инструментами и красными карточками.

### Мяч

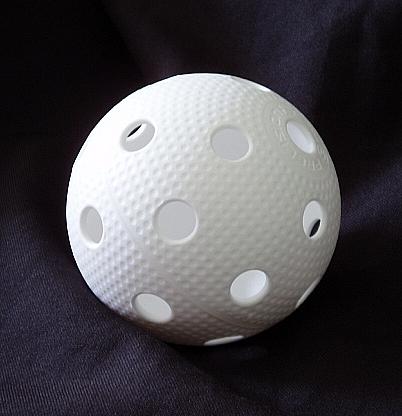
Флорбольный мяч

К игре допускаются только специальные сертифицированные мячи. Мяч должен быть сделан из пластмассы, его диаметр составляет 72 мм, максимальная масса — 23 грамма. В мячике имеется 26 отверстий. Он должен быть покрашен в однотонный цвет нефлюоресцентной краской.

### Клюшки
Клюшки также должны пройти обязательную сертификацию. Запрещается проводить какие-либо манипуляции с рукояткой клюшки за исключением её укорочения и покрытия обмоткой выше уровня захвата. Клюшки обычно делаются из пластика, их длина не должна превышать 105 см, а масса — 350 г. Крюк клюшки не должен быть острым, а его длина должна быть меньше 30 см. Допускается загиб крюка.

## Стандартные ситуации

### Общие положения
Стандартными ситуациями называется процесс ввода мяча в игру после остановок, вызванных теми или иными причинами. К стандартным ситуациям относят розыгрыш спорного мяча, вводные удары, свободные удары и штрафные удары. При назначении стандартной ситуации судья делает один свисток и чётко указывает, в какую сторону производится ввод мяча, какое было совершено нарушение и какой тип стандартной ситуации назначается. Мяч должен вводится в игру из неподвижного состояния и из указанного судьёй места. В случае необходимости для ввода мяча может потребоваться второй свисток судьи. В непринципиальных случаях, по усмотрению судьи, мяч может вводиться без полной остановки и не с места нарушения. Запрещается преднамеренно затягивать процесс ввода мяча в игру со стандартной ситуации.

### Розыгрыш спорного мяча

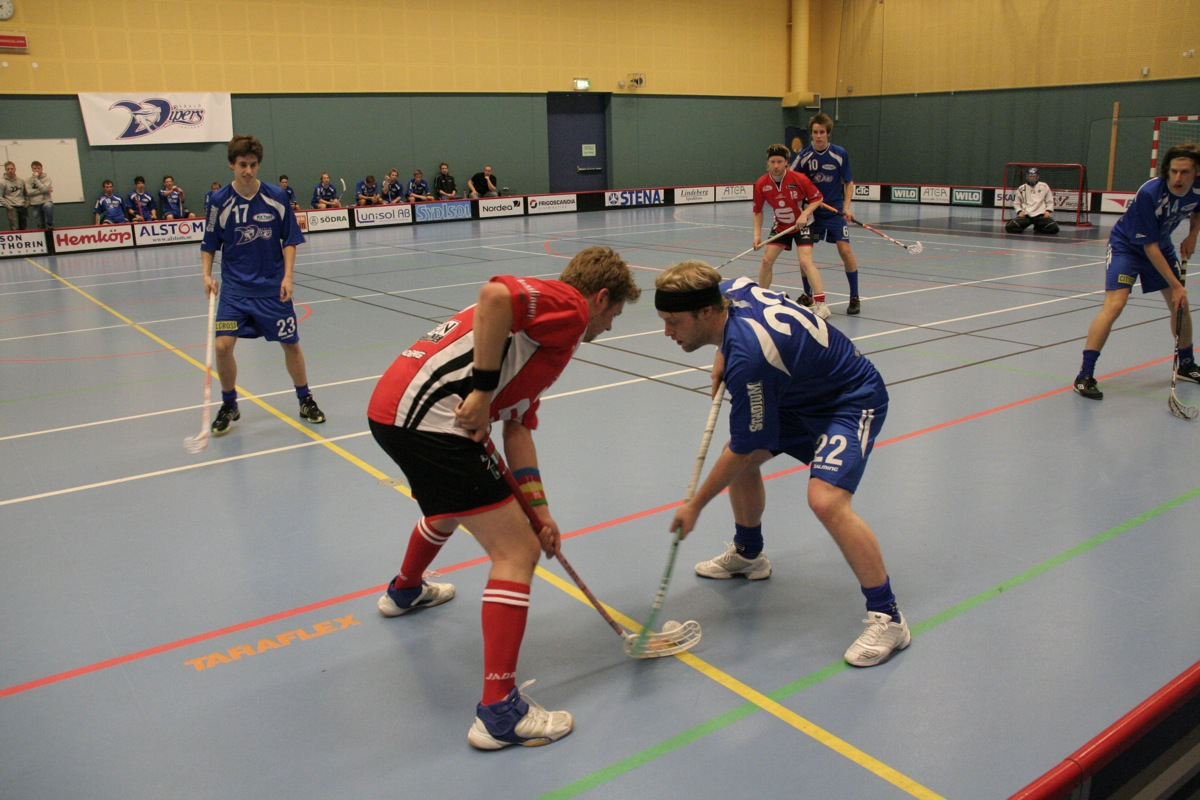
Розыгрыш спорного мяча в ходе флорбольного матча

Розыгрышем спорного мяча начинается матч и каждый из периодов. Также спорный мяч разыгрывается после забитых голов. Кроме этого розыгрыш спорного мяча назначается в ситуациях, когда игра была остановлена, но ни одна из команд не получила права для вводного удара, к таким ситуациям относятся:
- неумышленное повреждение мяча;
- мяч находится в положении, недоступном для игры;
- нарушена целостность бортов, и невозможно определить, покинул мяч пределы площадки или нет;
- ворота неумышленно сдвинуты и не могут быть возвращены назад за разумное время;
- игроком получена серьёзная травма, или травмированный игрок существенным образом влияет на ход игры;
- возникла нестандартная ситуация, требующая остановки по мнению судьи;
- забитый гол отменён по причинам, не требующим назначения свободного удара (например, мяч попадает в ворота, не пересекая линию ворот);
- не засчитан выполненный штрафной удар, в том числе по причине неправильного выполнения;
- в случае отложенного штрафа, после потери мяча атакующей командой, а также в случае умышленной задержки игры атакующей командой;
- нарушение правил игры, не связанное непосредственно с игрой, но произошедшее в её ходе, например, выход удалённого игрока раньше срока;
- судьи не могут вынести решение, в чью сторону следует назначить вводный или свободный удар, например, при одновременном нарушении правил игроками противоположных команд;
- судьи приняли некорректное или ошибочное решение.

В случае начала периода или после забитого гола розыгрыш мяча производится в центральной точке. В остальных случаях — в ближайшем к месту остановке «кресте» (точке розыгрыша спорного мяча).
Во время розыгрыша спорного мяча все игроки, за исключением тех, кто непосредственно осуществляет розыгрыш, обязаны без напоминания судей отойти на расстояние не меньше трёх метров (включая клюшку) от точки розыгрыша. В самом розыгрыше участвуют по одному игроку от команды. Они располагаются лицом к лицу, не касаясь друг друга. Ступни ног игроков размещаются перпендикулярно центральной линии на некотором расстоянии от неё. Клюшки необходимо держать обычным хватом выше отметки захвата. Под обычным хватом понимается такой хват, который используется игроками в игре. Крюки клюшек располагаются по разные стороны от мяча, первым место расположения крюка выбирает игрок защищающейся команды, а в случае розыгрыша на центральной линии — игрок гостей.
Гол, забитый с розыгрыша спорного мяча, засчитывается.

### Вводный удар
Вводный удар назначается в случае, если мяч покидает площадку. Его исполняет противник команды, игрок которой последним коснулся мяча. Вводный удар выполняется с точки, расположенной на расстоянии 1,5 метров от борта в месте выхода мяча за пределы площадки, но не за воображаемой линией ворот. В непринципиальных случаях точное выполнение этих правил необязательно. Если команда может получить преимущество от введения мяча с расстояния меньше 1,5 метров от борта, ей разрешается это сделать. Если мяч покинул пределы площадки за воображаемой линией ворот, его ввод в игру проводится с ближайшей точки розыгрыша спорного мяча. Если во время игры происходит касание мячом потолка или конструкций над площадкой, то вводный удар производится с центральной линии с точки, находящейся на расстоянии 1,5 метра от борта.
Игроки противной команды должны без напоминания судей отойти на расстояние не менее 3 метров, включая их клюшки. Однако вводящий мяч игрок не обязан дожидаться отхода игроков противника. В случае, если мяч введён до того, когда противник займёт правильные позиции, арбитры не должны прерывать игру.
Ввод мяча в игру производится исключительно клюшкой. Запрещается осуществлять протяжку мяча, резкий удар по мячу, а также подъём мяча на клюшку. Игроку, осуществляющему ввод мяча, запрещается касаться мяча до того, пока его не коснётся кто-либо другой из находящихся на поле.
Гол, забитый с вводного удара, засчитывается.

### Свободный удар
Свободный удар назначается по решению судьи в случае определённых нарушений правил одной из команд. Свободный удар производится игрокам противника нарушившей команды. При назначении свободного удара действует правило преимущества, заключающееся в том, что если не нарушившая правила команда продолжает владеть мячом и может получить из складывающейся ситуации преимущество по сравнению с ситуацией назначения свободного удара, то свободный удар не назначается, и команды продолжают играть без остановки. Если при применении правила преимущества не нарушившая правила команда теряет контроль мяча, назначается свободный удар с места нарушения.
Свободный удар обычно назначается с точки, где произошло нарушение правил. Исключением является случай, когда нарушение произошло за воображаемой линией ворот или ближе. В этом случае свободный удар выполняется с ближайшей точки розыгрыша спорного мяча. Также мяч выносится на расстояние 3,5 метров от вратарской зоны, если нарушение произошло на расстоянии меньше, чем 3,5 метра от вратарской зоны. В этом случае защищающаяся команда имеет право установить «стенку». Если команда, выполняющая свободный удар, препятствует установлению «стенки», право на свободный удар переходит к защищающейся команде. В то же время атакующая команда не обязана дожидаться установления «стенки» и имеет право располагать своих игроков перед ней.
Так же, как и в случае вводного удара, в непринципиальных случаях, на усмотрение арбитров, удар может быть выполнен не в точности с места нарушения, а мяч не обязательно должен быть неподвижен. Свободный удар должен выполняться с точки, находящейся на расстоянии не менее 1,5 метров от борта, за исключением тех случаев, когда на обратном настаивает команда, получившая право на свободный удар.
При назначении свободного удара игроки нарушившей правила команды должны без напоминания судей отойти на расстояние не менее 3 метров от мяча, включая клюшки. Игроки команды, выполняющей свободный удар, не обязаны дожидаться отхода противников на расстояние 3 метра и могут разыграть мяч раньше. В этом случае арбитры не должны предпринимать каких-либо действий.
Выполняющий свободный удар игрок не должен касаться мяча после удара до тех пор, пока его не коснётся какой-либо другой игрок.
Гол, забитый со свободного удара, засчитывается.
Свободный удар назначается в следующих случаях:
- игрок ударяет (клюшкой или ногой), блокирует или поднимает клюшку соперника, за исключением случаев, когда игрок сначала играет в мяч;
- игрок держит руками оппонента или его клюшку;
- игрок поднимает крюк клюшки выше уровня пояса до или после выполнения удара, в том числе и при имитации удара; разрешается выносить клюшку вверх после удара, если рядом нет игроков соперника, которым могла бы быть нанесена таким образом травма;
- игрок использует ногу или любую часть своей клюшки, чтобы сыграть мяч, находящийся выше уровня колена; разрешается останавливать мяч бедром, если при этом не возникает опасности нанесения коленом травмы противнику;
- игрок располагает свою клюшку или ногу между ног соперника;
- при ведении борьбы за мяч игрок оказывает силовое давление или производит толчок оппонента каким-либо способом за исключением контакта плечо в плечо;
- игрок, владея мячом, пытаясь овладеть им или пытаясь занять более выгодную позицию, движется спиной вперёд в сторону соперника, а также в случае, если игрок пытается помешать движению противника в выбранном им направлении, в том числе при выставлении защищающейся командой стенки при исполнении свободного удара;
- игрок умышленно (по мнению судьи) выполняет два раза подряд (без касания клюшки или другого игрока) удар ногой по мячу;
- полевой игрок находится во вратарской зоне; разрешается пересекать вратарскую зону, если это не мешает ходу игры и вратарю; игрок считается находящимся во вратарской зоне, если любая часть его тела касается зоны, не считается нарушением игра клюшкой во вратарской зоне;
- игрок умышленно сдвигает с места ворота команды противника;
- игрок, находясь в штрафной площади или на расстоянии менее трёх метров от вратаря, пассивным образом (ненамеренно) мешает ему выбросить мяч;
- игрок совершает прыжок при выполнении остановки мяча, прыжком считается ситуация, когда от поля оторваны обе ноги, но бег прыжком не считается; разрешается перепрыгивать через мяч, не касаясь его;
- игрок играет в мяч, находясь за пределами игровой площадки (когда одна или обе его ноги находятся за пределами площадки), при этом выбегать за пределы площадки разрешается; игра из-за пределов площадки при смене составов расценивается как нарушение численного состава; игра со стороны игрока, не участвующего в замене, расценивается как задержка (срыв) игры;
- вратарь полностью покидает штрафную площадь (включая её линии) при вводе мяча в игру; если вратарь покинул штрафную площадь уже после того, как выпустил мяч из рук, это нарушением не считается;
- мяч, выкинутый рукой или выбитый ногой вратаря, полностью пересекает центральную линию площадки, не касаясь бортов, пола или других игроков;
- розыгрыш спорного мяча или выполнение вводного или свободного ударов производится с нарушением правил или неоправданно задерживается; если вводный или свободный удар выполнен из неправильного места или по подвижному мячу, он может быть выполнен заново;
- вратарь владеет мячом дольше трёх секунд, в том числе, если он отпустил мяч и взял его снова;
- вратарь получает умышленный пас от игрока своей команды (под получением паса имеется в виду касание мяча рукой, даже если остановка произведена любой другой частью тела); вратарю разрешается принимать пас за пределами штрафной площади, когда он считается полевым игроком, в этом случае он может вернуться в штрафную площадь и взять мяч в руки;
- совершено нарушение правил, подразумевающее удаление игрока;
- игрок задерживает игру, например, занимая позицию на поле или за воротами так, что отнять у него мяч, не нарушив правила, невозможно.

### Штрафной бросок
Штрафной бросок назначается в случае, когда голевая ситуация прервана нарушением, ведущим в обычной ситуации к назначению свободного удара или удалению. Являлась ли ситуация голевой, решается судьями, нарушение в штрафной площади не ведёт автоматически к назначению штрафного броска. Штрафной бросок всегда назначается в тех случаях, когда защищающаяся команда умышленно сдвигает ворота или нарушает численный состав. Также штрафной бросок всегда назначается в тех случаях, когда при исполнении свободного удара мяч летит в ворота, и игрок защищающейся команды находится во вратарской площади или в воротах.
Для штрафного броска действует правило отложенного наказания, заключающееся в том, что не нарушившая правила команда может продолжить свою атаку после нарушения, если продолжает контролировать мяч. Атака продолжается до тех пор, пока голевая ситуация не разрешится, в том числе и после окончания времени периода или матча. Если в ситуации отложенного штрафного броска не нарушившая правила команда забивает гол, то он засчитывается, а штрафной бросок отменяется.
На время исполнения штрафного броска время матча останавливается. Во время исполнения штрафного броска все игроки, за исключением исполняющего бросок и вратаря противника, должны находиться в своей зоне замен. Вратарь должен находиться на линии своих ворот. Запрещается проводить замену голкипера на полевого игрока. Если во время исполнения броска вратарь нарушает правила, назначается новый штрафной бросок. Если во время исполнения броска правила нарушает любой другой игрок провинившейся команды, штрафной бросок повторяется, а нарушение расценивается как попытка срыва игры.
Штрафной бросок исполняется из центральной точки. Исполняющий его игрок может неограниченное число раз касаться мяча, но ему разрешается двигать мяч только в сторону атакуемых ворот. Если после удара мяч отскакивает от стоек ворот, попадает во вратаря и оказывается за линией ворот, то гол засчитывается, несмотря на движение мяча в обратную сторону. Если движение мяча в обратном направлении происходит в самом начале штрафного броска, то выполнение броска начинается сначала. Как только мяча коснётся вратарь, исполняющему бросок игроку запрещается касаться мяча.
Если вместе со штрафным броском провинившийся игрок должен быть удалён на 2 минуты (в том числе за нарушение, совершённое до назначения броска, то есть когда штрафной бросок назначен во время отложенного удаления), то это наказание отменяется в случае броска, приведшего к голу.

## Удаления
Помимо свободных и штрафных ударов нарушение правил может быть наказано удалением игрока. Удаления делятся на командные и персональные. Командные удаления могут быть на две или на пять минут, а персональные — на 10 минут или до конца матча в зависимости от тяжести нарушения.

### Общие положения
Обычно штрафное время на скамье штрафников отбывается тем игроком, который совершил нарушение правил, приведшее к удалению. Если судьи не могут определить, кто из игроков совершил нарушение, или если нарушение совершенно одним из официальных лиц команды, то игрока для отбывания штрафа должен выбрать из числа полевых игроков капитан. Если капитан отказывается сделать выбор или сам отбывает наказание, выбор осуществляется судьями.
Если 2-минутное удаление зарабатывает вратарь, то за него штрафное время отправляется отбывать один из полевых игроков по решению капитана. В случае 5-минутных и персональных удалений вратарь должен отбывать штрафное время сам. Если он зарабатывает 2-минутное удаление, отбывая штрафное время, или вместе с 5-минутным или персональным удалением, то эти две минуты штрафа он также должен отбыть самостоятельно.
Всё штрафное время удалённый игрок должен отбывать на скамье штрафников. Разрешается покидать скамейку в перерывах между периодами, но не между основным временем матча и овертаймом. Удалённому игроку запрещено принимать участие в тайм-аутах. Все удаления заканчиваются с окончанием времени матча, однако в случае назначения овертайма, удаление продлевается. По окончании штрафного времени удалённый игрок должен покинуть скамейку штрафников, если это позволяет сделать количество игроков его команды, находящихся на площадке, а также если им отбывалось командное, а не персональное удаление. Удалённому голкиперу разрешается покинуть скамейку штрафников только при возникновении в игре паузы. Если игрок покидает скамью штрафников до окончания штрафного времени, он удаляется до конца игры.
Травмированный удалённый игрок может быть заменён на скамье штрафников любым другим полевым игроком.

### Отложенные удаления
Любое удаление может быть отложено, если не нарушившая правила команда продолжает владеть мячом. Откладывать, однако, можно не более одного удаления, за исключением голевых ситуаций. Отложенное удаление означает, что не нарушившая правила команда может продолжать свою атаку до тех пор, пока не потеряет контроль над мячом. Во время отложенного удаления атакующая команда может заменить голкипера полевым игроком. Игра во время отложенного удаления может продолжаться и после окончания основного времени периода или матча. после того, как нарушившая команда возвращает себе контроль мяча, матч останавливается, удалённый игрок отправляется на скамью штрафников, а матч возобновляется с розыгрыша спорного мяча.
Во время отложенного штрафа владеющая мячом команда должна пытаться организовать атаку. если судьи посчитают, что команда намеренно затягивает игру, они должны вынести предупреждение. Если это не помогает, игра прерывается, а атакующей команде выносится удаление за задержку времени, и игра возобновляется с розыгрыша спорного мяча.
Если отложенное удаление прерывается по каким-либо другим причинам, игра возобновляется тем способом, который предусмотрен возникшей ситуацией.
Если в ходе розыгрыша отложенного удаления атакующая команда забивает гол, он засчитывается, а 2-минутное удаление отменяется. 5-минутное и персональные удаления накладываются вне зависимости от забитого гола. Если гол забивает наказанная команда, то гол не засчитывается, но если забит автогол атакующей командой, то он засчитывается.

### Командные удаления
В случае командного удаления удалённый игрок не может быть заменён на площадке другим игроком, то есть наказанная команда играет в неполном составе. Одновременно отсчитывается не более одного удаления на игрока и двух удалений на команду. Это означает, что в случае наложения на игрока двух и более удалений, их время отсчитывается не одновременно, а последовательно: игрок удалённый дважды на две минуты, должен отбыть в общей сложности 4 минуты штрафа. Если на команду накладывается одновременно более двух удалений, капитан выбирает, какие из них будут отсчитываться вначале, а какие — потом. При этом короткие (2-минутные) удаления всегда отсчитываются раньше длинных (5-минутных).
Команда, имеющая более двух командных удалений, имеет право выставить на площадку четырёх игроков. Она должна играть с таким количеством игроков до тех пор, пока на скамье штрафников не останется только один игрок, отбывающий командное удаление. Игрок, штрафное время которого завершилось во время, когда на площадке всё ещё должно находиться четыре игрока, обязан оставаться на скамье штрафников до возникновения паузы в игре. Удалённые игроки должны покидать скамью штрафников в том же порядке, в котором заканчивается их штрафное время
Если после окончания штрафного времени, связанного с командным удалением, игрок должен остаться на скамье штрафников, чтобы ещё отбыть и персональный штраф, то вместе с ним на скамье размещается ещё один игрок, выбранный капитаном, который может войти в игру вместо удалённого игрока, когда время командного удаления истечёт.

#### 2-минутное удаление
Если во время 2-минутного удаления забивается гол в ворота наказанной команды, отсчёт штрафного времени прерывается, и удалённый игрок возвращается на поле. Это не относится к ситуации, когда наказана и противоположная команда, и игра проходит в неполных, но равных составах, или противоположная команда играла в меньшинстве. Также штрафное время не прерывается, если гол был забит в ситуации отложенного удаления или при выполнении штрафного удара, назначенного при удалении игрока.
К 2-минутному удалению ведут следующие нарушения правил:
- игрок ударяет (клюшкой или ногой), блокирует или поднимает клюшку соперника или держит руками оппонента или его клюшку, чтобы получить существенное преимущество или в ситуации, когда не может достать мяч;
- игрок играет в мяч на уровне выше уровня пояса любой частью своего тела или клюшки;
- игрок виновен в опасной игре клюшкой, в том числе при неконтролируемом замахе назад вверх или проводке вперёд вверх, а также при проведении клюшкой над головой соперника, если это представляется опасным для соперника;
- игрок толкает или иным образом атакует противника на борт или ворота;
- игрок захватывает противника или делает ему подножку;
- после требования капитана команды измерить загиб крюка клюшки или провести контроль комбинации «рукоятка-крюк» оказывается, что экипировка удовлетворяет всем требованиям;
- полевой игрок участвует в развитии игровой ситуации без клюшки, за исключением случаев, когда как полевой игрок расценивается вышедший из ворот голкипер;
- полевой игрок берёт клюшку не в зоне замен своей команды;
- полевой игрок не поднимает части своей сломанной клюшки (за исключением мелких частей) или не относит их в зону замен своей команды;
- игрок намеренно мешает продвижению (блокирует) игрока соперника, не владеющего мячом; если нарушивший игрок пытался занять более выгодную позицию, двигаясь задом, то назначается только свободный удар;
- игрок активно мешает произвести вратарю выброс мяча; считается нарушением только если игрок находится в штрафной площади или на расстоянии не более трёх метров от места, где вратарь взял мяч в руки; «активно» означает, что игрок сопровождает передвижения вратаря или пытается сыграть клюшкой;
- игрок нарушает правило трёх метров при выполнении вводного или свободного ударов;
- игрок пытается сыграть в мяч, находясь в сидячем или лежачем положении, в том числе если на полу находится оба колена или рука, не держащая клюшку;
- игрок останавливает или играет мяч рукой или головой;
- была неправильно произведена замена; заменяемый игрок должен полностью пересечь бортик, прежде чем новый игрок может выйти на поле; наказание выносится только в том случае, если игра проходит вблизи зоны замен и нарушение оказало существенное влияние на развитие игровой ситуации;
- на поле находится слишком много игроков одной команды, удалением наказывается только один игрок;
- удалённый игрок покидает скамью штрафников, не выходя на площадку, или во время остановки игры или отказывается покидать её после окончания своего штрафного времени; если удалённый игрок до окончания штрафного времени выходит на площадку во время игры, это расценивается как срыв игры;
- игрок совершает повторяющиеся нарушения, приводящие к назначению свободных ударов;
- команда систематически задерживает игру, совершая нарушения, приводящие к назначению свободных ударов;
- игрок намеренно задерживает игру, например, выбивая мяч в сторону во время остановки игры, умышленно прижимая мяч к борту или воротам или умышленно повреждая мяч;
- команда систематически задерживает игру;
- игрок или один из официальных представителей команды протестует против судейского решения или управление командой происходит в некорректной форме; сюда относятся ситуации, когда капитан постоянно безосновательно требует объяснений судейских решений;
- голкипер, игнорируя указания судей, отказывается вернуть сдвинутые ворота на место;
- игрок, несмотря на указания судей, не поправляет свою экипировку;
- игрок использует некорректную экипировку;
- вратарь участвует в игре без соответствующей экипировки; если голкипер теряется маску в ходе игрового эпизода, игра должна быть остановлена и возобновлена с розыгрыша спорного мяча;
- игрок намеренно предотвращает гол или острую голевую ситуацию путём нарушения, за которое в обычной ситуации был бы назначен свободный удар.

#### 5-минутное удаление
В отличие от 2-минутного удаления, если во время 5-минутного удаления забивается гол в ворота наказанной команды, отсчёт штрафного времени не прерывается, таким образом, удалённый игрок в любом случае отбывает штраф в полном объёме.
К 5-минутному удалению ведут следующие нарушения правил:
- полевой игрок совершает сильный или опасный удар клюшкой соперника, в том числе касание головы соперника при переносе над ней своей клюшки;
- полевой игрок совершает задержку соперника клюшкой;
- игрок бросает свою клюшку или другой элемент экипировки на площадку с целью попытаться выбить или отбить мяч;
- игрок бросается всем телом на соперника или иным образом грубо его атакует;
- игрок хватает, толкает или совершает подножку сопернику вблизи ворот или бортика;
- игрок совершает повторяющиеся однотипные нарушения, наказываемые 2-минутными штрафами.

### Персональные удаления
Персональный штраф может быть наложен только одновременно с командным и не должен начинать отмеряться раньше, чем закончится время командного удаления. Одновременно может отсчитываться время неограниченного количества персональных удалений. Если игрок, получивший персональное удаление, во время его отбывания получает командный штраф, то отсчёт времени персонального штрафа приостанавливается до тех пор, пока не закончится командное удаление. Капитан команды в этом случае должен выбрать неудалённого игрока, который бы находился во время командного штрафа на скамье штрафников, чтобы выйти на площадку в момент окончания времени штрафа.
Персональное удаление относится только к игроку и поэтому его место на площадке может быть занято другим игроком его команды. Капитан команды должен выбрать игрока, который бы находился вместе с удалённым игроком на скамье штрафников, чтобы выйти на площадку в момент окончания времени командного штрафа, наложенного вместе с персональным. Этот игрок не считается удалённым, и его имя не вносится в протоколы матча. После окончания времени персонального штрафа удалённый игрок не имеет права вернуть на площадку до тех пор, пока не произойдёт остановка игры.
Забитые во время отбывания игроком персонального удаления голы никак не влияют на время его возвращения на площадку.

#### 10-минутное удаление
10-минутный персональный штраф, сопровождающийся также 2-минутным командным удалением, может быть назначен за поведение, признанное судьями неспортивным. Таковым считается, например, оскорбительные поступки или непристойное поведение по отношению к судьям, игрокам, официальным лицам команд, организаторам соревнований, зрителям, а также симуляции, направленные на введение судей в заблуждение. Кроме того, неспортивным поведением являются умышленные удары ногой или клюшкой, опрокидывание ворот, а также выбрасывание клюшки или другой экипировки, даже во время остановок игры и в зоне замен.

#### Матч-штраф
Игрок, допустивший особо грубое нарушение правил, может быть наказан матч-штрафом. В этом случае он должен незамедлительно уйти в раздевалку, и не имеет права принимать какое-либо дальнейшее участие в матче. Матч-штраф всегда сопровождается командным 5-минутным удалением, которое должен отбывать игрок, выбираемый капитаном наказанной команды.
Матч-штрафы делятся на три типа:
1. Матч-штрафы первого типа не ведут к каким-либо последствиям для игрока за исключением собственно удаления[47]. Это наказание может быть применено в следующих случаях[48]:
  - игрок во время игры использует несертифицированную клюшку; клюшку с крюком, размеры которого превышает допустимые; клюшку, крюк и рукоятка которой выпущены разными марками;
  - голкипер использует, защитный шлем не соответствующий стандартам;
  - в игре принимает участие игрок, не значащийся в заявленном протоколе;
  - травмированный игрок, заменённый на скамье штрафников, выходит на поле до времени истечения штрафа;
  - игрок во второй раз за игру наказывается 10-минутным штрафом за аналогичное неспортивное поведение; в этом случае (2+10)-минутное удаление заменяется матч-штрафом, а также назначается 5-минутный штраф, который должен отбываться другим игроком;
  - игрок в ярости ломает свою клюшку или другой инвентарь;
  - игрок совершает действия, наносящие физическую опасность противнику, в частности, если совершаются преднамеренные и неспровоцированные жестокие действия.
2. Матч-штраф второго типа ведёт к дисквалификации удалённого игрока и на следующую игру в том же соревновании[49]. Это наказание может быть назначено за следующие действия[50]:
  - игрок или официальное лицо команды принимают участие в потасовке; под потасовкой понимает лёгкая форма драки, без применения ударов кулаками и ногами;
  - игрок во второй раз за матч совершает нарушение, ведущее к 5-минутному удалению; в этом случае он удаляется до конца игры, но один из игроков его команды должен отбыть удаление;
  - член командного штаба неоднократно совершает неспортивные поступки;
  - игрок, экипировку которого собираются проверить судьи, начинает её исправлять или менять;
  - игрок или официальное лицо команды совершает нарушение, явным образом направленное на саботаж игры; в том числе, сюда относятся ситуации, когда удалённый игрок намеренно выходит на поле до истечения времени окончания его штрафа, в процессе игры из зоны замен выбрасывает экипировка или инвентарь, игрок, находящийся не в процессе замены, участвует или пытается участвовать в игре из зоны замены своей команды, игрок участвует в игре как полевой игрок после того, как уже принимал участие в этом же матче в роли вратаря, команда умышленно нарушает правило о численности состава;
  - игрок использует в игре неисправную клюшку или клюшку с удлинённой или усиленной рукояткой.
3. Матч-штраф третьего типа ведёт к дисквалификации на следующую игру в том же турнире и возможным дополнительным санкциям со стороны организаторов[51]. К этому наказанию могут привести следующие действия[52]:
  - игрок или официальное лицо принимают участие в драке с применением ударов кулаками и ногами;
  - игрок или официальное лицо совершают грубую атаку на соперника, в частности, кидают в него клюшку или другой инвентарь;
  - игрок или официальное лицо ведут себя чрезвычайно грубым неподобающим образом, например, оскорбления или нападая на судей, игроков, официальных лиц команды или зрителей;
  - игрок или официальное лицо совершает грубый толчок какого-либо лица даже без нанесения травмы.